# Hermann Boettcher
Hermann Gotthilf Ferdinand Boettcher (* 21. November 1866 in Königsberg; † 27. Mai 1935 in Fürstenberg/Havel) war ein deutscher Theater- und Filmschauspieler.

## Leben
Hermann Boettcher kam als Sohn eines königlichen Regierungssekretärs in Königsberg zur Welt. Er besuchte das Friedrichskolleg in Königsberg und studierte anschließend Jura an der Universität Königsberg, brach das Studium jedoch bereits nach kurzer Zeit ab. Schon als Gymnasiast hatte er sich entschlossen, Schauspieler zu werden. Er nahm ab 1885 Schauspielunterricht bei Julius Meixner und ließ sich ab 1900 in Berlin unter anderem von Leporello Müller und Alfredo Cairati (1875–1960) im Gesang ausbilden.
Boettcher erhielt sein erstes Bühnenengagement am Hoftheater Meiningen und war anschließend am Stadttheater Königsberg, am Lobe-Theater Breslau sowie schließlich am Lessing- und Thalia-Theater unter der Direktion Wilhelm Hasemanns (1843–1910) engagiert. Zudem war Boettcher am Berliner Residenztheater zu sehen und wurde nach einem Gastspiel am Berliner Hoftheater im Jahr 1899, bei dem er unter anderem in Gustav von Mosers Auf Strafurlaub als Leutnant Wally und in Gotthold Ephraim Lessings Emilia Galotti als Prinz auftrat, 1900 festes Mitglied des Ensembles. War er zunächst vor allem auf die Rolle des jugendlichen Liebhabers festgelegt, trat er zunehmend in Lustspielen auf und übernahm die Rolle des eleganten Lebemanns. Ab 1922 gastierte er als Charakterkomiker an verschiedenen Bühnen Berlins, darunter auch in Operettenrollen. Mehrfach war er auf Gastspielreisen, die ihn unter anderem nach Sankt Petersburg führten.
Boettcher kam 1915 zum Film, wo er an der Seite von Traute Carlsen in Harry Piels Manya, die Türkin eine Liebhaberrolle innehatte. Seine letzte Rolle übernahm er 1932 in Friedrich Zelniks Die Tänzerin von Sanssouci als Graf Kaunitz.

## Filmografie
- 1915: Manya, die Türkin
- 1918: Der Mann der Tat
- 1919: Das Schwabemädle
- 1920: Das große Licht
- 1920: Die Insel der Gezeichneten
- 1920: Madame Récamier
- 1921: Das Geheimnis von Bombay
- 1921: Kämpfende Herzen
- 1921: Die treibende Kraft
- 1921: Das Handicap der Liebe
- 1921: Baron Bunnys Erlebnisse, 1. Teil: Der Meisterdieb
- 1922: Die Heimkehr des Odysseus
- 1922: Aus den Erinnerungen eines Frauenarztes, 1. Teil: Fliehende Schatten
- 1922: Aus den Erinnerungen eines Frauenarztes, 2. Teil: Lüge und Wahrheit
- 1922: Bigamie
- 1923: Madame Golvery
- 1924: Das Mädel von Capri
- 1924: Auf Befehl der Pompadour
- 1924: Das Mädel von Pontecuculi
- 1925: Die Anne-Liese von Dessau
- 1926: Die Mühle von Sanssouci
- 1926: Die Försterchristel
- 1926: Gräfin Plättmamsell
- 1928: Der alte Fritz, 1. Teil: Friede
- 1928: Prinzessin Olala
- 1928: Unmoral
- 1928: Mein Herz ist eine Jazzband
- 1929: Die Mitternachts-Taxe
- 1929: Napoleon auf St. Helena
- 1930: Polizeispionin 77
- 1930: Va Banque
- 1930: Zapfenstreich am Rhein
- 1930: Namensheirat
- 1930: Hans in allen Gassen
- 1932: Die Tänzerin von Sanssouci